# فرانز هيجي
فرانز هيجي (و. 1774 – 1850 م) هو رسام سويسري، ولد في لوزان، توفي في زيورخ، عن عمر يناهز 76 عاماً.